# Bradypus
Famille
Genre
Répartition géographique
   ////  Bradypus variegatus

   ////  Bradypus tridactylus

   ////  Bradypus torquatus

Bradypus est l'unique genre de la famille des Bradypodidae, dont les quatre espèces se trouvent en Amérique du Sud et en Amérique centrale.

## Description
Les Bradypes, aussi appelés Paresseux tridactyles, Paresseux à trois doigts ou Aïs (nom onomatopée imitant leur cri) sont les quatre espèces de paresseux appartenant au genre Bradypus. Chez ces paresseux, les « mains » sont munies de trois doigts munis de griffes. Ils sont dotés de neuf vertèbres cervicales, ce qui leur permet une rotation de la tête d'environ 270 degrés.
Bradypus variegatus est de loin l'espèce la plus répandue.

## Nourriture et mode de vie
Le bradypus mange majoritairement des feuilles. Comme ce régime alimentaire n'est pas très riche en nutriments, son corps s'est habitué a économiser de l'énergie. Il peut ainsi grimper des arbres sans effort, et sa chaleur corporelle est très basse.
Lorsqu'il mange, il mâche très lentement, puisque son système digestif met du temps à tout digérer. Il peut ne déféquer qu'une seule fois par semaine et ne pas manger pendant un mois.
Il ne possède pas une vue très précise. Ses yeux sont d'ailleurs très petits. Il n'émet aucun son excepté lorsqu'il se reproduit. Cela lui donne un caractère très silencieux et discret.
Il peut dormir quelque 18 heures par jour.

## Reproduction
La femelle devient mature sexuellement entre 3 et 5 ans, le mâle entre 4 et 5 ans. La femelle donne naissance à un petit par portée, et le temps de gestation est de 6 à 11 mois selon l'espèce.

## Liste des espèces
- Bradypus pygmaeus Anderson & Handley, 2001 — Paresseux nain
- Bradypus torquatus Illiger, 1811 — Paresseux à crinière
- Bradypus tridactylus Linnaeus, 1758 — Paresseux à trois doigts
- Bradypus variegatus Schinz, 1825 — Paresseux à gorge brune